# Pages
Pages (перекладається як Сторінки) — це текстовий процесор і інструмент підготовки сторінок, застосунок, розроблений Apple Inc., який є частиною офісного пакету iWork (пакет також включає Keynote та Numbers). Pages 1.0 був оголошений на початку 2005 року і почав продаватися з лютого 2005. Pages 3 був представлений 7 серпня 2007, він працює тільки на системах Mac OS X 10.4 Tiger та 10.5 Leopard.
Pages на Mac OS X є наступником багатоцільового офісного пакету Apple AppleWorks.
Пізніше було запроваждено версію для iOS.

## Історія
6 січня 2009 року Apple випустила четверту версію Pages як компонент iWork '09. 27 січня 2010 року Apple оголосила про нову версію Pages для iPad з сенсорним інтерфейсом. 31 травня 2011 року Apple оновив версію iOS-Pages до 1.4, що дозволило програмі працювати на пристроях iPad, iPhone та iPod. 12 жовтня 2011 року Apple оновила програму iOS до версії 1.5, додавши iCloud. 7 березня 2012 року Pages було оновлено до версії 1.6. Pages для ОС X було оновлено до версії 4.3 4 грудня 2012 року, щоб підтримувати Pages 1.7 для iOS. Pages для iOS 1.7.1 була більш сумісною із Word та Mac, а версія 1.7.2, випущена 7 березня 2013 року, просто мала покращення стабільності та виправлені помилки. 23 жовтня 2013 року Apple випустила редизайн Pages 5.0 і зробила його безкоштовним для будь-кого з пристроєм iOS. У цьому варіанті багато шаблонів, а також деяких розширених функцій, доступних у версії 4.3, не було включено. Деякі з цих відсутніх функцій були у наступних версіях.          

## Можливості
Відкриваючи Pages, користувач отримує шаблон, який дозволяє почати з порожнього документа або з попередньо розробленого шаблону, такі як звіт, лист, резюме, запрошення, візитну картку, флаєри та плакати, карти тощо.
Кожне вікно документа містить панель інструментів, яка дає доступ до функцій за один клік, таких як вставка об'єктів (текстові поля, форми, таблиці, діаграми та коментарі). Крім того, вікно документа містить  панельний рядок, який дозволяє форматувати текст та налаштування зображення одним натисканням. Панель формату дозволяє користувачам вибирати шрифти, розмір тексту, кольору та регулювання рядків та вирівнювання. Коли вибрано зображення, панель формату відображає інструменти для налаштування непрозорості, показувати та приховати ефекти тіні та відбиття, а також маскувати зображення. Окремий вікно інспектора забезпечує майже всі параметри форматування для будь-якого елемента у відкритому документі.  
Pages включає підтримку форматування тексту в кілька стовпчиків, стилі параграфів і символів, виноски, а також вбудовані в Mac OS X типографічні можливості. Застосунок може створювати списки, URL-посилання, переклади сторінок, і здатний приймати дані з iTunes, iMovie та iPhoto. Користувачі можуть переглянути музику, фільми та фотографії безпосередньо у документі з вікна медіа-браузера.
Pages може імпортувати документи з останніх версій текстового процесора AppleWorks і документи Microsoft Word (включно з форматом Word 2007 Office Open XML), і може експортувати документи в RTF, PDF і формат Microsoft Word .doc.
Починаючи з iWork '08, обробка текстів та макет сторінки стали окремими. Pages підтримують заголовки та нижні колонтитули, виноски, контур та створення списків. Користувачі можуть співпрацювати з іншими у документах. Pages відстежує зміни користувачів, відображаючи зміни кожного різними кольорами. Користувачі також можуть додавати коментарі у документ. У режимі макету користувачі Pages мають повний контроль над положенням об'єктів на сторінці. Зображення та текст можуть бути розміщені будь-де на полотні.
Pages мали різні додаткові інструментів для письма. Багато з них були вилучені з поточної версії. Режим "повноекранного" (введений у Mac OS X Lion) та підтримуваний у сторінках 4.1, сховався у меню на панелі інструментів, що дозволяє користувачам зосередитися на одному документі. Однак, у випуску Pages 5 повноекранний режим вимагає, щоб користувач вручну приховував різні панелі для зосередженого письма. 

## Порівняння Pages та Word
Найчастіше Pages порівнюють з Microsoft Word 2004 for Macintosh. Представлені в Microsoft Word 2004 for Mac OS X, але відсутні в Pages 3.0 такі можливості:
- автозбереження (що може застосовуватися для відновлення незбережених документів при аварії)
- макроси Visual Basic (відсутні в Word 2008)
- порівняння двох документів
- багатоверсійні документи (Pages має єдину версію кожного документа)
- організація графіків
- прив'язані та вбудовані об'єкти
- друк американських штрих-кодів
- головний документ
- перевірка граматики на кількох мовах
- вертикальне письмо та японська фуригана
- WordArt
- рідне збереження в формати RTF і Word (Pages «експортує» до форматів RTF і Word, але послідовні збереження змін вимагають щоразу пройтися крізь кілька діалогових вікон)
- рідного збереження в формат HTML (Pages 2.0 «експортує» до HTML. Pages 3.0 не має HTML-експорту зовсім)
- редагування HTML
- розколоте вікно документа
- багато вікон редагування для одного й того ж документа
- курсив і жирний шрифт не мають вбудованого вигляду
- прихований текст
- виноски, помітки і коментарі в таблицях
- різна орієнтація сторінок всередині одного документу
- збереження і відкриття файлів RTF з малюнками (Pages відкриває і зберігає RTFD з ілюстраціями, але не вміє робити з малюнками в RTF)
- Особлива вставка — при вставленні графіка як малюнка
- вертикальний текст в таблицях
- взаємопов'язані посилання

Pages має такі можливості, яких не має Microsoft Word 2004:
- відкриває файли Word 2007 (Word 2004 вимагає, щоб документи Word 2007 були конвертовані в старий формат 2004, в той час як Pages здатний напряму читати їх. Word 2008 додав цю функціональність)
- зберігає і читає документи Pages
- зберігає і читає файли RTFD
- підтримує служби Mac OS X
- Image Masks (Added in Word 2008.)
- Image Levels
- Snap images to Alignment guides
- Copy/paste text formatting
- Instant font size scaling (Added in Word 2008.)
- Customizable text shadows
- Multi-language dictionary (Word has several language dictionaries, but for each part of the text, one has to decide which language it shall be checked against.)
- Ligature control (Added in Word 2008.)
- Advanced typography features (glyph variants, ornaments, etc.)

Ані Pages 3.0, ані Microsoft Word 2004 or Word 2008 для Mac OS X не має повної підтримки мов з писемністю справа наліво, типа арабської чи фарсі. Жоден з цих застосунків не підтримає формат OpenDocument.
Решта функцій, що присутні в обох редакторах, часто реалізовані в дуже різний спосіб.